# 小山田二郎
小山田 二郎（おやまだ じろう、1914年（大正3年）1月1日 - 1991年（平成3年）7月26日）は、日本の洋画家。世相を皮肉的に風刺するシュールな油彩画や水彩画を多く描き、特に油彩ではペインティングナイフでキャンバスを傷つけるほど大胆な手法で描くことで知られる。曽祖父に黒羽藩士の小山田廣徳（弁助）、遠縁に日本画家の小堀鞆音がいる。

## 経歴
1914年（大正3年）、小山田廣志と妻まつの子として父の出張先である中国・安東県で生まれる。翌年に両親から離れて祖父母の住む日本に引き取られ東京で暮らし始めるが、2歳の時スタージ・ウェーバー症候群を発症。手術を受けるが完治する事は無く次第に下唇が腫れあがり顔中に痣が浮かぶようになった。1927年（昭和2年）、13歳で母と共に母の実家である栃木県尾大田原市に転校したが、時と共に変形する顔にコンプレックスを抱き内に篭るようになった。
その後、遠縁の日本画家・小堀鞆音のもとで絵を学び、画家への道を志すが父の猛烈な反対を受ける。1934年（昭和9年）、20歳の時に帝国美術専門学校（現・武蔵野美術大学）に入学するも父の堅実な道をという理由で図案科での入学であった。諦めのつかなかった二郎は翌年に父親に黙って西洋画科へ転入し、すぐに父の知るところとなり仕送りを停止された結果中退を余儀なくされた。在学中には矢崎博信らと「L'anima（アニマ）」を結成している。太平洋戦争が勃発すると画材を集めることもままならず、絵描きとしても戦争を賛美することばかりが求められる風潮に絶望して一時筆を置くが、大日本印刷が画家を集めている事を知り1944年（昭和19年）に入社した。
終戦後は日本の変わりように矛盾を感じその思いをぶつけるかのような作品を描いている。1947年（昭和22年）、自由美術家協会（戦前からある前衛美術の有力団体）に入会。1952年（昭和27年）、38歳の時に瀧口修造の推薦を受けてタケミヤ画廊（神田駿河台下の洋画材店「竹見屋」の画廊で6年間の営業中に201の展覧会を行ない日本の現代美術に多大な貢献をした）で初めての個展を開催し、その後も毎年個展を行うようになった。1952年、共に画家活動をしていたチカエと結婚して高円寺に暮らし、一女にも恵まれ、魔理亞（まりあ）と名付けた。妻の小山田チカエ（1922-2012、本名・島貫キク、北海道出身)は、上京後広告会社に勤めながら絵を描き、自由美術家協会に属し、1950年代には左翼系画家を集めた「ニッポン展」（前衛美術会主催）にも参加、晩年は「美術・九条の会」にも参加していた。
1959年（昭和34年）、協会の方針に疑問を感じて退会した。団体展参加に疑問を持ち、以降は画廊での個展を中心に作品を発表。
1971年（昭和46年）、57歳の時に「ラーメンを食べに行く」と言って府中市の自宅を出たまま突如失踪し、家族を置いて20代の愛人・小堀令子（小堀鞆音の孫、武蔵野美術大学卒）に奔った。令子とは娘・亜巣架をもうけ、生涯生活を共にした。失踪以後の活動は特定の画廊でのみ行い、世間との関わりが希薄化するにつれて世間から注目されることも少なくなった。1991年（平成3年）、進行性胃癌で死去。享年77。小山田の没後、令子も画家として活動を始め、絵画教室講師も務める。
2014年（平成26年）11月8日から2015年（平成27年）2月22日まで府中市美術館にて「生誕100年 小山田二郎」展開催。

## 主な作品
- 宿命（1935年）戦災により消失
- 野蛮人（1954年）
- 食卓（1954年）
- 顔B（1955年）
- ピエタ（1955年）
- こわす者（1955年）愛知県美術館蔵
- 鳥女（1956年）
- アダムとイヴ（1956年）
- 愛（1956年）愛知県美術館蔵
- 鳥女（1962年）
- 漂着物（1972年）
- ロマンス（1978年）愛知県美術館蔵
- 夏の虫(A)（1978年）愛知県美術館蔵
- 舞踏（1991年）